# Amphibothrella enigmatica
Amphibothrella · Amphibothrellidae
Famille
Genre
Espèce
Amphibothrella enigmatica, unique représentant du genre Amphibothrella et de la famille des Amphibothrellidae, est une espèce de Ciliés de la classe des Prostomatea et de l’ordre des Prostomatida.

## Étymologie
Le nom Amphibothrella est dérivé du grec αμφω / ampho, « tous les deux », βοθρ / bothr, fossette, et du suffixe latin -ella, petite, en référence à la forme « comprimé latéralement » de l'organisme, imitant deux petites « fossettes ».

## Description
Le genre Amphibothrella présente un corps ovale irrégulier, légèrement comprimé latéralement. La face dorsale est convexe, le face ventrale est concave mais avec un renflement médian.
L'ouverture buccale est grande et arrondie à l'extrémité antérieure de la cellule sur le bord ventral. Il existe une concavité à l'extrémité postérieure du bord ventral (à des fins d'attache ?) associée à une grosse vacuole adjacente non contractile. La ciliation somatique se manifeste sous forme de nombreuses cinéties (rangées de granules à la base des cils) longitudinales avec une tache apicale sans cils.
Il est noté la présence de plusieurs vésicules de Muller (organites cytoplasmiques).

## Systématique
Le nom valide de la famille est Amphibothrellidae. Il est attribué, en 1935, à Luigia Grandori (d), l'épouse de l'entomologiste Remo Grandori (d) (1885-1955).

## Publication originale
- (it) L. Grandori, « Rettifiche di nomenclatura zoologica », Bollettino del Laboratoria di Zoologia e Bachicoltura Milano, Milan, vol. 6,‎ 1935, p. 3.